# Marine Corps Air Station New River

Basens heraldiska märke.

Marine Corps Air Station New River (förkortning: MCAF New River) är en militär flygplats (ICAO: KNCA, FAA LID: NCA) tillhörande USA:s marinkår som är belägen i Onslow County i delstaten North Carolina strax söder om staden Jacksonville.

## Bakgrund

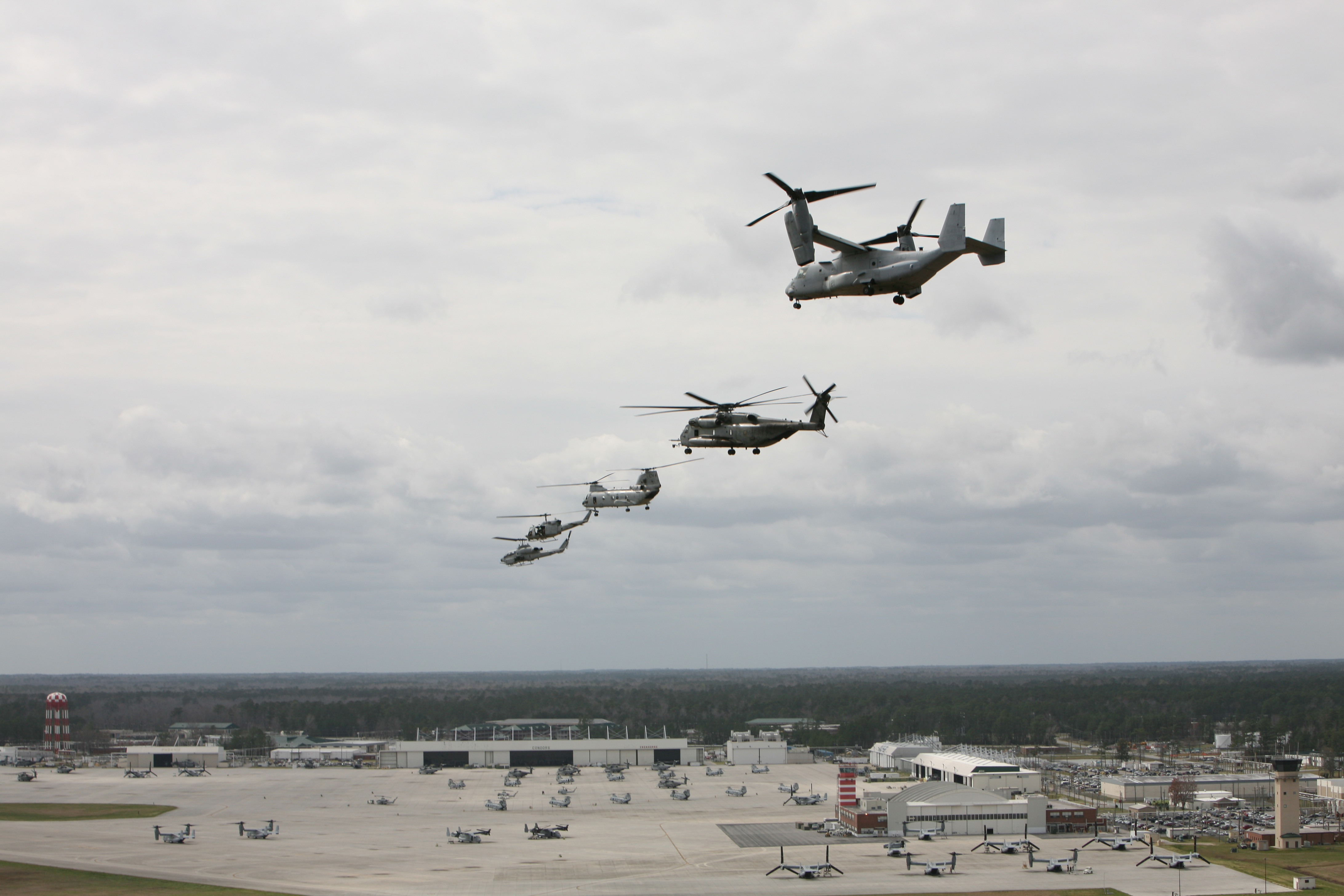
From höger, en V-22 Osprey, en CH-53E Super Stallion, en CH-46 Sea Knight, en UH-1N Huey samt en AH-1 Cobra i formationsflygning över Marine Corps Air Station New River, North Carolina, 18 mars 2008.

Marken som basen är uppförd på var en tidigare farm med tobaksodling som köptes in 1941. Flygfältet uppfördes ursprungligen med avsikt att träna marinkårssoldater i luftlandsättning från glidflygplan. Den togs i bruk 1944 och fick då namnet Marine Corps Auxiliary Airfield Camp Lejeune. Efter krigsslutet upphörde all verksamhet och flygfältet blev en ren sekundärbas till Marine Corps Air Station Cherry Point.
Basen återaktiverades 1951 under namnet Marine Corps Air Facility Peterfield Point för att året därefter byta namn till Marine Corps Air Facility New River. Från 1968 fick den sitt nuvarande namn och därefter har anläggningen varit bas för huvuddelen av marinkårens helikopterförband på USA:s östkust.
Kring millennieskiftet blev MCAS New River den första flygbasen i marinkåren att härbärgera förband med tiltrotorflygplanet V-22 Osprey.

## Verksamhet
Basen som är belägen i närhet till Marine Corps Base Camp Lejeune och Marine Corps Air Station Cherry Point hyser merparten av marinkårens flygförband med helikoptrar och tiltrotorflygplan som ingår i 2nd Marine Aircraft Wing.